# Montréal/Saint-Hubert Airport
Montréal/Saint-Hubert Airport (franska: Aéroport Montréal Saint-Hubert Longueuil) är en flygplats i Kanada.   Den ligger i regionen Montérégie och provinsen Québec, i den sydöstra delen av landet, 180 km öster om huvudstaden Ottawa. Montréal/Saint-Hubert Airport ligger 27 meter över havet.
Terrängen runt Montréal/Saint-Hubert Airport är platt.Runt Montréal/Saint-Hubert Airport är det ganska tätbefolkat, med 239 invånare per kvadratkilometer.. Närmaste större samhälle är Montréal, 13,0 km väster om Montréal/Saint-Hubert Airport. 
Omgivningarna runt Montréal/Saint-Hubert Airport är en mosaik av jordbruksmark och naturlig växtlighet.